# Aya Traoré
Aya Traoré (27 de julho de 1983) é uma basquetebolista senegalesa.

## Carreira
Aya Traoré integrou a Seleção Senegalesa de Basquetebol Feminino, na Rio 2016, que terminou na décima segunda posição.